# Kevin Rudolf
Kevin Rudolf (Manhattan, 17 de fevereiro de 1983) é um cantor pop estadunidense, compositor, guitarrista, e produtor de gravação. Ele assinou contrato com a Cash Money Records/Universal Republic Records. Nascido na cidade de Nova Iorque, atualmente ele tem vivido em Miami. Rudolf é mais conhecido por seu single de maior sucesso, "Let It Rock", que chegou a #5 posição no Hot100 da revista Billboard, o chart musical mais importante do mundo.

## Início da Vida
Kevin Rudolf nasceu na cidade de Nova Iorque, mas atualmente vive em Miami, Florida. Ele foi criado por sua mãe solteira, que o introduziu a música ainda quando era jovem. Ele começou a tocar guitarra quando tinha 11 anos.

## Carreira de Produtor
Rudolf tem trabalhado com muitos artistas como produtor, escritor ou guitarrista. Kevin já teve trabalhos notáveis com  Nelly Furtado, Britney Spears, Timbaland, Black Eyed Peas, Lil' Kim, LL Cool J, Justin Timberlake, Kevin Lyttle, David Banner, Lil Wayne, T.I. e Ludacris. Ele também trabalhou com Nas no single "N.Y.C.".

## Trabalho musical
O álbum debut de Rudolf, In the City, foi lançado dia 24 de novembro de 2008, e inclui a canção "Let It Rock (feat. Lil Wayne)". A 5ª faixa de In The City, "N.Y.C. (feat. Nas)", foi o tema de abertura da série CSI:NY, no dia 5 de novembro. Do que se sabe do álbum é que Rudolf escreveu todas as letras do mesmo com base das experiências que já viveu. "Let It Rock" já chegou ao 5ª lugar do Hot100 da revista Billboard, até agora. A canção rapidamente chegou ao 1º lugar das músicas mais pedidas nas cidades de Nova Iorque, Chicago, Miami e Los Angeles.

## Promoção virtual
Em 2008, Rudolf começou uma produção com a MindArk, programadores do Entropia Universe.. Quem jogar "Kevin Rudolf's Wasteland", será capaz de interagir com Rudolf no ambiente do jogo.

## Discografia

### Albums
| Ano  | Álbum | Posição no Chart | Posição no Chart |
| Ano  | Álbum | EUA              | CAN              |
| ---- | --- | ---------------- | ---------------- |
| 2008 | In the City - Primeiro álbum em estúdio - Lançamento: 24 de novembro de 2008 - Gravadora: Cash Money/Universal | 94               | 74               |

### Singles
| Ano  | Single                          | Posição no Chart | Posição no Chart | Posição no Chart | Posição no Chart | Posição no Chart | Posição no Chart | Posição no Chart | Álbum       |
| Ano  | Single                          | US Hot 100       | US Pop 100       | US T40 Main      | US R&B           | CAN Hot 100      | AUS              | RU               | Álbum       |
| ---- | ------------------------------- | ---------------- | ---------------- | ---------------- | ---------------- | ---------------- | ---------------- | ---------------- | ----------- |
| 2008 | "Let It Rock" (feat. Lil Wayne) | 5                | 6                | 6                | 122              | 2                | 16               | 75               | In The City |

### Créditos de Produção
- 2008: "Something About You" (Kevin Lyttle)